# Бершадь (футбольний клуб)
Футбольний клуб «Нива» — український футбольний клуб з міста Бершаді Вінницької області.

## Попередні назви
- ???—2004: «Нива» Бершадь
- 2004—2006: ФК «Бершадь»
- 2007—…: «Нива» Бершадь

## Історія

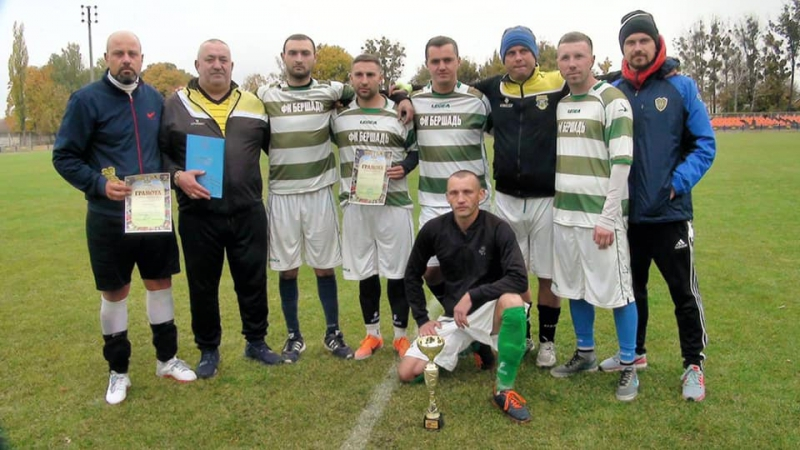
Гравці ФК «Бершадь» у 2021 році

До 1996 року команда виступала в чемпіонаті Вінницької області. В сезоні 1996/97 команда стартувала у другій лізі чемпіонату України, замінивши у ній команду «Спортінвест» (Кривий Ріг).[джерело?] В цей період команда з Бершаді стає фарм-клубом головного клубу області вінницької «Ниви». На початку сезону 1998/99 «Нива» (Бершадь) знялася із змагань, і продовжила виступати на аматорському рівні.
У сезоні 2004/05 «Нива» вже з новою назвою ФК «Бершадь» знову стартувала у другій лізі, посівши за підсумками чемпіонату у своїй групі 5-е міце. Але наступний сезон команда розпочала у першій лізі, замінивши у ній команду «Нива» (Вінниця). Однак провела лише 29 турів і знялася із змагань.
Команда повернулася у чемпіонат Вінницької області, також повернула і стару назву ФК «Нива» (Бершадь).

## Всі сезони в незалежній Україні
| Сезон   | Чемпіонат     | Чемпіонат | Чемпіонат | Чемпіонат | Чемпіонат | Чемпіонат | Чемпіонат | Чемпіонат | Кубок        | Кубок | Кубок | Кубок | Кубок | Кубок | Кубок | Примітка                                                         |
| Сезон   | Ліга          | Місце     | І         | В         | Н         | П         | М         | О         | Етап         | І     | В     | Н     | П     | М     | О     | Примітка                                                         |
| ------- | ------------- | --------- | --------- | --------- | --------- | --------- | --------- | --------- | ------------ | ----- | ----- | ----- | ----- | ----- | ----- | ---------------------------------------------------------------- |
| 1996/97 | Друга Група А | 9 з 16    | 30        | 11        | 6         | 13        | 31−36     | 39        | 1/64 фіналу  | 2     | 1     | 1     | 0     | 2−1   | 3     |                                                                  |
| 1997/98 | Друга Група Б | 13 з 17   | 32        | 9         | 8         | 15        | 39−46     | 35        | 1/128 фіналу | 1     | 0     | 0     | 1     | 1−2   | 0     |                                                                  |
| 1998/99 | Друга Група Б | 16 з 16   | 0         | 0         | 0         | 0         | 0−0       | 0         | —            | —     | —     | —     | —     | —     | —     | знялася із змагань після 4-го туру, всі її результати анульовано |
| 2004/05 | Друга Група А | 5 з 15    | 28        | 14        | 7         | 7         | 33−21     | 49        | 1/32 фіналу  | 1     | 0     | 0     | 1     | 1−3   | 0     |                                                                  |
| 2005/06 | Перша         | 18 з 18   | 34        | 3         | 4         | 27        | 14−60     | 4         | 1/32 фіналу  | 1     | 0     | 0     | 1     | 2−3   | 0     | з команди знято 9 очок; знялася із змагань після 29-го туру      |
| Всього  | Друга         | 3 сезони  | 90        | 34        | 21        | 35        | 103−103   | 123       | >4 сезони    | 5     | 1     | 1     | 3     | 6−9   | 3     |                                                                  |
| Всього  | Перша         | 1 сезон   | 34        | 3         | 4         | 27        | 14−60     | 4         |              |       |       |       |       |       |       |                                                                  |

## Відомі футболісти
- Сергій Яковець
- Олександр Бабійчук
- Олексій Бондар
- Сергій Бурлака
- Олег Веретинський
- В'ячеслав Запорожченко
- Віталій Кондратюк
- Дмитро Лелюк
- Валерій Лісовий
- Олег Остапенко
- Сергій Підвальний
- Едуард Піскун
- Олександр Сівагін
- Юрій Суліменко
- Сергій Швець
- Олександр Шевченко